# Gaston Planté
Gaston Planté (22 de abril de 1834-21 de mayo de 1889) fue un científico francés. Ideó el acumulador eléctrico basado en elementos de plomo introducidos en una solución ácida, que con sucesivas mejoras sigue siendo la base de las baterías mayoritariamente utilizadas en los automóviles. Como aficionado a la paleontología, fue el descubridor en los sedimentos de París de un ave fósil que lleva su nombre: el Gastornis.

## Biografía

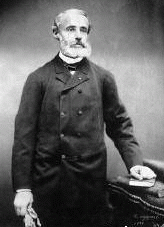
Gaston Plante

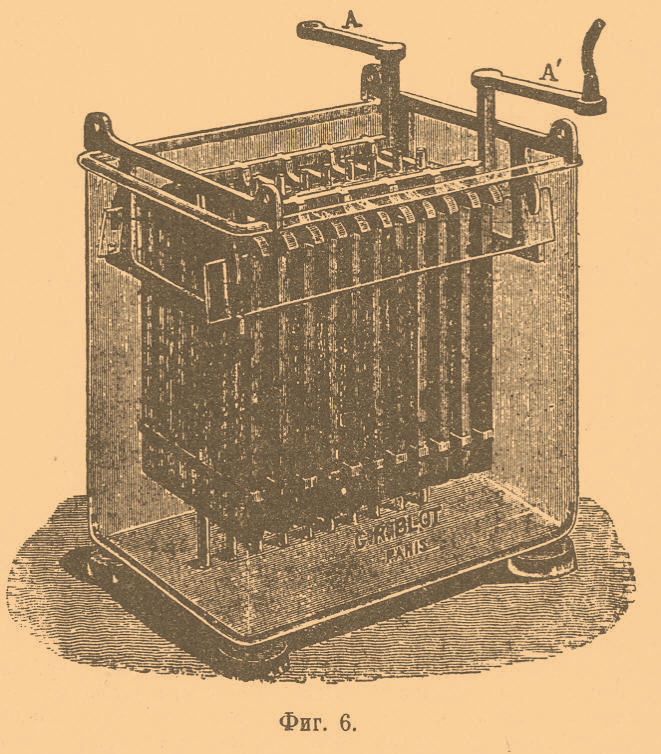
Primitivo acumulador de planchas de plomo Brockhaus-Efron.

Planté fue alumno de Antoine César Becquerel. En 1860 realizó, analizó y dio a conocer un acumulador, que se diferenciaba de otras realizaciones precedentes en la utilización de electrodos de plomo, elección muy bien fundada, como había demostrado Sinsteden en 1854, y que sigue siendo válida. El propósito fundamental de Planté era superar una de las limitaciones de los elementos voltaicos, a saber, su gran resistencia interna, que limitaba (y sigue limitando actualmente) las corrientes máximas que pueden entregar. Su dispositivo tenía mucha menos resistencia interna, de modo que podía acumular la energía de la pila durante muchas horas, para luego devolverla con mayor intensidad en menor tiempo. De ahí el nombre atribuido al aparato.
Estaba formado por dos planchas de plomo de 60 x 10 cm y 1 mm de espesor, enrolladas en espiral, separadas entre sí unos 5 mm por medios mecánicos y sumergidas en ácido sulfúrico. Su invento tenía todavía marcados inconvenientes, entre otros el de necesitar un largo proceso de formación de los electrodos antes de poder utilizarse, por lo que no se fabricó en serie y pasó pronto al olvido. Fue el propio Planté quien volvió a presentarlo casi veinte años después, en una publicación de 1879, y esta vez el ambiente se mostró mucho más receptivo, pues la electricidad estaba empezando a convertirse en artículo de uso generalizado, gracias a la dinamo, inventada por Werner von Siemens, para la que resultaba un complemento muy conveniente. A partir de ese momento aparecieron una plétora de variantes, la principal y más práctica de las cuales se debió a Camilo Faure en 1881. Basada, como casi todas las restantes, en el prototipo y en los estudios de Planté, permitió la fabricación industrial de acumuladores, que pronto constituyeron un mercado importante.
Este tipo de acumulador, con todos los perfeccionamientos introducidos desde entonces, sigue siendo en la actualidad el más utilizado y es uno de los más prácticos, robustos, fiables y capaces de que se dispone. En lo que más se parecen un automóvil actual y un Ford T es sin duda en la batería gracias a la que funcionan, que es de plomo-ácido en ambos casos.

## Eponimia
- El ave prehistórica Gastornis (en griego ave de Gaston) fue bautizada en honor de Gaston Planté, descubridor de este fósil.[1][2]
- El cráter lunar Planté lleva este nombre en su memoria.[3]